# 桝田省治
桝田省治（日语：／ Masuda Shōji，1960年1月22日—），日本男性電子遊戲設計師。出身於兵庫縣姬路市。有限公司MARS代表董事。B型血。
代表作有《桃太郎傳說》、《桃太郎活劇》、《天外魔境II 卍MARU》、《坦克戰記》系列、《降鬼一族》系列。

## 來歷
武藏野美術大學基礎設計學科畢業後，立即進入廣告公司I&S上班。後在客戶企業Hudson的邀請下，才轉行擔任Hudson遊戲的開發者。因此在遊戲《桃太郎傳說》的外傳作品動畫《桃太郎傳說 PEACHBOY LEGEND》、《PEACH COMMAND 新桃太郎傳說》中擔任過製作人。並且為Hudson另一款遊戲《天外魔境 ZIRIA》負責進行宣傳，及開發製作團隊遇上落後進度時從旁協助趕工後，離開廣告公司。
從續篇《天外魔境II 卍MARU》在這遊戲中擔任導演與編劇開始，全面投入遊戲的開發製作。
1998年4月自行就任董事，成立有限公司MARS，2006年之後也跨行投入小說的執筆，同時成立《魔王勇者》系列書籍化的企劃組織，並擔任總監修。
坦克戰記系列初期的工作人員表上雖然是以製作人身分參加，但實際上在遊戲開發現場負責劇本和遊戲設計時，與補佐宮岡寬2人的關係密切。因此《坦克戰記2：重裝上陣》工作人員表仍有將桝田的名字置在特別感謝的名銜。
《天外魔境II 卍Maru》開發期間承認很後悔讓已經有職業聲優水準、高知名度的高山南擔任台詞少的角色。所以在之後每一部作品開發時，重要配角的配音必定會讓高山擔任。
在自身著作「斬鬼夜鳥子」中，對該小說的原創角色「夜鳥子」有很強烈的感情，因此在之後的遊戲《降鬼一族2》才會要求讓夜鳥子擔任作品的主人翁。並在自身的Twitter稱「夜鳥子不在的話就無法在我的腦海構思中浮現」。

## 參加作品

### 標語
- 體育5－『PC原人』廣告
- 退治。－『坦克戰記』廣告
- ！－『Data East』企業廣告

### 遊戲
- 桃太郎傳說（日语：桃太郎伝説）（劇本補佐、地圖設計、戰鬥常規作成）
  - 桃太郎傳說II（演出）
- 桃太郎電鐵（日语：桃太郎電鉄）（劇本補佐）
  - 超級桃太郎電鐵（演出）
  - 桃太郎電鐵2017 奮起日本!!（日语：桃太郎電鉄2017 たちあがれ日本!!）[4]（遊戲警告）
- 桃太郎活劇（日语：桃太郎活劇）（導演）
- （演出）
- 坦克戰記（企劃製作）
  - 坦克戰記2（企劃製作）
  - 坦克戰記Returns（企劃製作）
  - 坦克戰記2：重裝上陣（特別感謝）
- 天外魔境 ZIRIA（導演（途中參加）、廣告）
- 天外魔境II 卍MARU（導演、劇本）
- 商人要胸懷大志啊！（遊戲設計）
- 空想科學世界
- Linda³（日语：リンダキューブ）（劇本、遊戲設計）
- 戀之千年王國（劇本、遊戲設計）
- 怪物PARA☆DISE（日语：怪物パラ☆ダイス）（怪物設計）－名義。
- 降鬼一族（劇本、遊戲設計）
- 降鬼一族2（日语：俺の屍を越えてゆけ2）（劇本、遊戲設計）
- 暴走公主（日语：暴れん坊プリンセス）（劇本）
- 看我龍顯神威
- 時空幻境 魔幻迷宮3（日语：テイルズ オブ ザ ワールド なりきりダンジョン3）（遊戲設計）
- （原案、劇本）
- 戰鼓啪打碰（日语：パタポン）（監修）
- 勇者已死。（日语：勇者死す。）（原案、遊戲設計、劇本）
- TV（遊戲設計）

## 著書
- 斬鬼夜鳥子（enterbrain）東立出版社
  1. 斬鬼夜鳥子 ～百鬼夜行學園～（2006年 ISBN 4-7577-2829-8）
  2. 斬鬼夜鳥子2 京都神秘之旅（2007年 ISBN 978-4-7577-3346-6）
  3. 斬鬼夜鳥子3 陸奧血煙慕情（2007年 ISBN 978-4-7577-3593-4）
  4. 斬鬼夜鳥子4 聖邪降臨!!（2008年 ISBN 978-4-7577-4582-7）
  5. 斬鬼夜鳥子5 向禍★星祈願（2009年 ISBN 978-4-7577-4649-7）
- 邪馬台國戰記聖戰少女：遙（enterbrain）奇幻基地
  1. I 天空的邪馬台國（2007年 ISBN 978-4-7577-3412-8）
  2. II［完結篇］ 炎天的邪馬台國（2008年 ISBN 978-4-7577-4454-7）
- &賞金稼（早川文庫JA（日语：ハヤカワ文庫） 2010年 ISBN 978-4-15-030987-9）
- -桝田省治想-（技術評論社 2010年 ISBN 978-4-7741-4192-3）
- 傷（enterbrain 2010年 ISBN 978-4-04-726934-7）

## 外部連結
- Alfa MARS Project公式官網 （页面存档备份，存于） （日語）
- 桝田省治的X（前Twitter） （日語）